# DOI-CODI

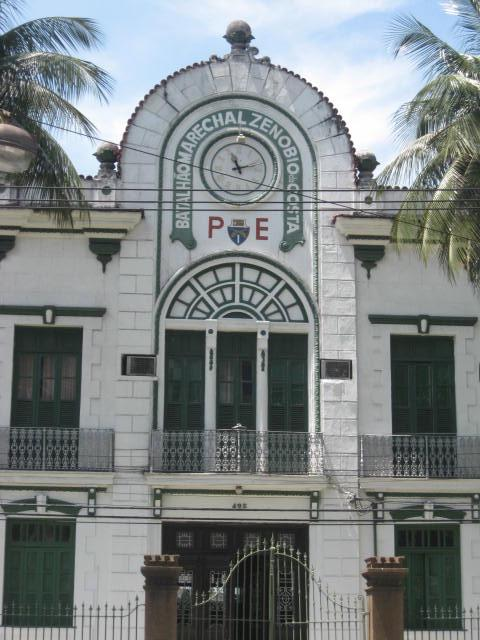
Quartel do 1º B.P.E. e sede do DOI-CODI no Rio de Janeiro.

Destacamento de Operações de Informações - Centro de Operações de Defesa Interna (DOI-CODI) foi um órgão subordinado ao Exército, de inteligência e repressão do governo brasileiro durante a ditadura que se seguiu ao golpe militar de 1964.
Foi criado pelo então comandante do I Exército, general Siseno Ramos Sarmento, para combater "inimigos internos" que, supostamente, ameaçariam a segurança nacional. Sua atuação era pautada na Doutrina de Segurança Nacional, formulada no contexto da Guerra Fria no National War College estadunidense e aprofundada no Brasil pela Escola Superior de Guerra (ESG).
Os DOI-CODI eram centros de tortura e assassinato de pessoas que se opunham à ditadura militar. Os DOI-CODI foram desativados no governo de João Figueiredo por força de uma "portaria reservada" (ato administrativo não publicado) do então ministro do Exército, general Valter Pires, tendo suas funções absorvidas pela chamada "Segunda Seção", parte do Exército Brasileiro dedicada às operações de inteligência.

## Estrutura
O DOI-CODI surgiu a partir da Operação Bandeirante (OBAN), criada em 2 de julho de 1969 em São Paulo, com o objetivo de coordenar e integrar as ações dos órgãos de repressão a indivíduos ou organizações (mais especificamente os grupos da esquerda armada) que representassem ameaça à manutenção da segurança do regime. Em setembro de 1970, foram criados dois órgãos diretamente ligados ao Exército: o Destacamento de Operações e de Informações (DOI), responsável pelas ações práticas de busca, apreensão e interrogatório de suspeitos, e o Centro de Operações de Defesa Interna (CODI), cujas funções abrangiam a análise de informações, a coordenação dos diversos órgãos militares e o planejamento estratégico do combate aos grupos de esquerda. Embora fossem dois órgãos distintos, eram frequentemente associados na sigla DOI-CODI, o que refletia o caráter complementar dos dois órgãos. A criação do DOI-CODI representou a "institucionalização" da OBAN, embora não tivesse sido baseada em lei ou um decreto, mas em diretrizes secretas formuladas pelo Conselho de Segurança Nacional e aprovadas pelo presidente da República, o general Emílio Garrastazu Médici. Apesar disso, o DOI-CODI possuía mais prestígio e poder que os outros órgãos de segurança, sendo que foram criados DOI-CODIs nas principais de estados brasileiros. Observe-se que, hierarquicamente, os DOIs eram subordinados aos CODIs; portanto, a conexão mais apropriada seria "CODI-DOI".
Os DOI eram comandados por majores de infantaria do Exército e, além de militares das três Forças Armadas, reuniam integrantes das polícias militares estaduais e das polícias civis.
A estrutura foi modificada diversas vezes: em sua versão final possuía seções de investigação, informações e análise, busca e apreensão, e administração. A seção de investigação era composta de agentes que deveriam seguir suspeitos, observar esconderijos e encontrar pistas, mas não se envolvia em capturas; era composta de células de duas pessoas, com um automóvel (normalmente um Fusca) com rádio. O número de células variava, segundo a delegacia, chegando no máximo a doze. A seção de busca e apreensão fazia as prisões; era dividida em três grupamentos, formado por quatro grupamentos com três a cinco agentes com caminhonetes ou carros quatro portas. A seção de informação e análise ficava na própria delegacia e tinha duas alas, uma de análise que estudava as informações coletadas, mantinha fichas e fotografias de suspeitos e militantes e outra cuidava dos interrogatórios. A subseção de interrogatórios tinha 36 pessoas em seis turmas; metade cuidava do interrogatório preliminar, a outra cuidava da parte burocrática.
Os chefes de interrogatórios eram oficiais das forças armadas com posto de capitão, de preferência com curso de aperfeiçoamento e diploma de administração ou economia. Nos anos 1970 tornou-se obrigatório o uso de codinome; mesmo assim, alguns oficiais foram identificados.

## São Paulo
Estabelecido em praticamente todos os estados da federação, em São Paulo as suas instalações eram localizadas na Rua Tutoia, no bairro do Paraíso, onde atualmente funciona o 36° distrito policial. O comando de São Paulo foi dado ao Carlos Alberto Brilhante Ustra, de 38 anos, que até ali tinha tido uma carreira banal. Até ser transferido para Brasília, em dezembro de 1974, passaram pelo DOI de Ustra dois mil presos.

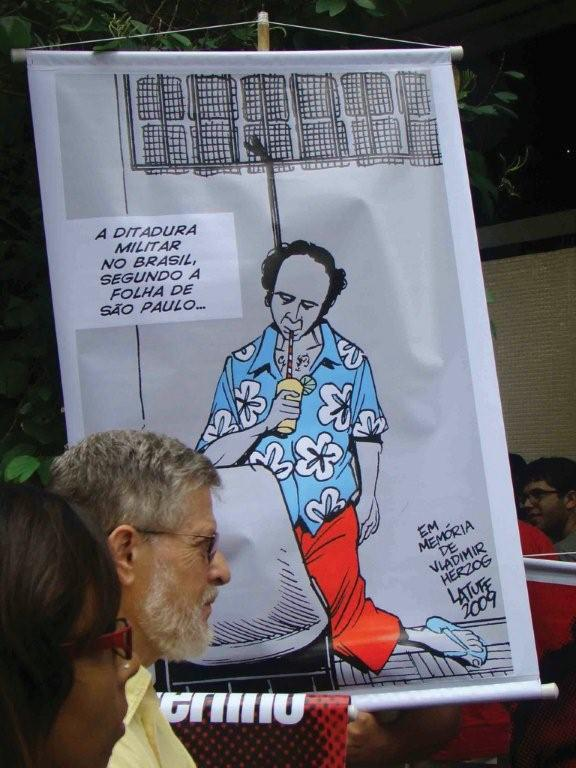
Protesto na cidade de São Paulo, em 2009, com charge sobre a morte de Vladimir Herzog

Foi nas dependências do DOI-CODI, no II Exército de S. Paulo, que ocorreu a morte, em 1975, do jornalista Vladimir Herzog, diretor de jornalismo da TV Cultura. Na época, apesar da tese ter pouca credibilidade perante a sociedade, as autoridades militares procuraram, com o auxílio de uma fotografia mal montada e de um laudo assinado pelo ex-médico legista Harry Shibata, classificar o episódio como "suicídio". Na véspera Vladimir Herzog, atendendo a uma convocação do II Exército para prestar esclarecimentos, dirigiu-se por seus próprios meios ao local onde viria a ser posteriormente torturado e assassinado.
Menos de um ano depois, em circunstâncias semelhantes, morre também por "suicídio" atestado pelo mesmo Harry Shibata, nas dependências do DOI-CODI paulista, o operário Manoel Fiel Filho.
Em função destes e de outros episódios, devidamente documentados pelo Projeto Brasil: Nunca Mais, a tese de que apenas militantes armados eram considerados alvos dos DOI-CODI não pôde mais se sustentar. Os DOI-CODI ficaram efetivamente conhecidos como centros de torturas daqueles que se opuseram ao regime ditatorial vigente.

## Rio de Janeiro
No Rio de Janeiro o DOI funcionava no Quartel do 1º Batalhão da Polícia do Exército, no bairro da Tijuca, na Rua Barão de Mesquita nº 425. No local foram presos, torturados e muitas vezes assassinados os militantes da luta armada naquela cidade.

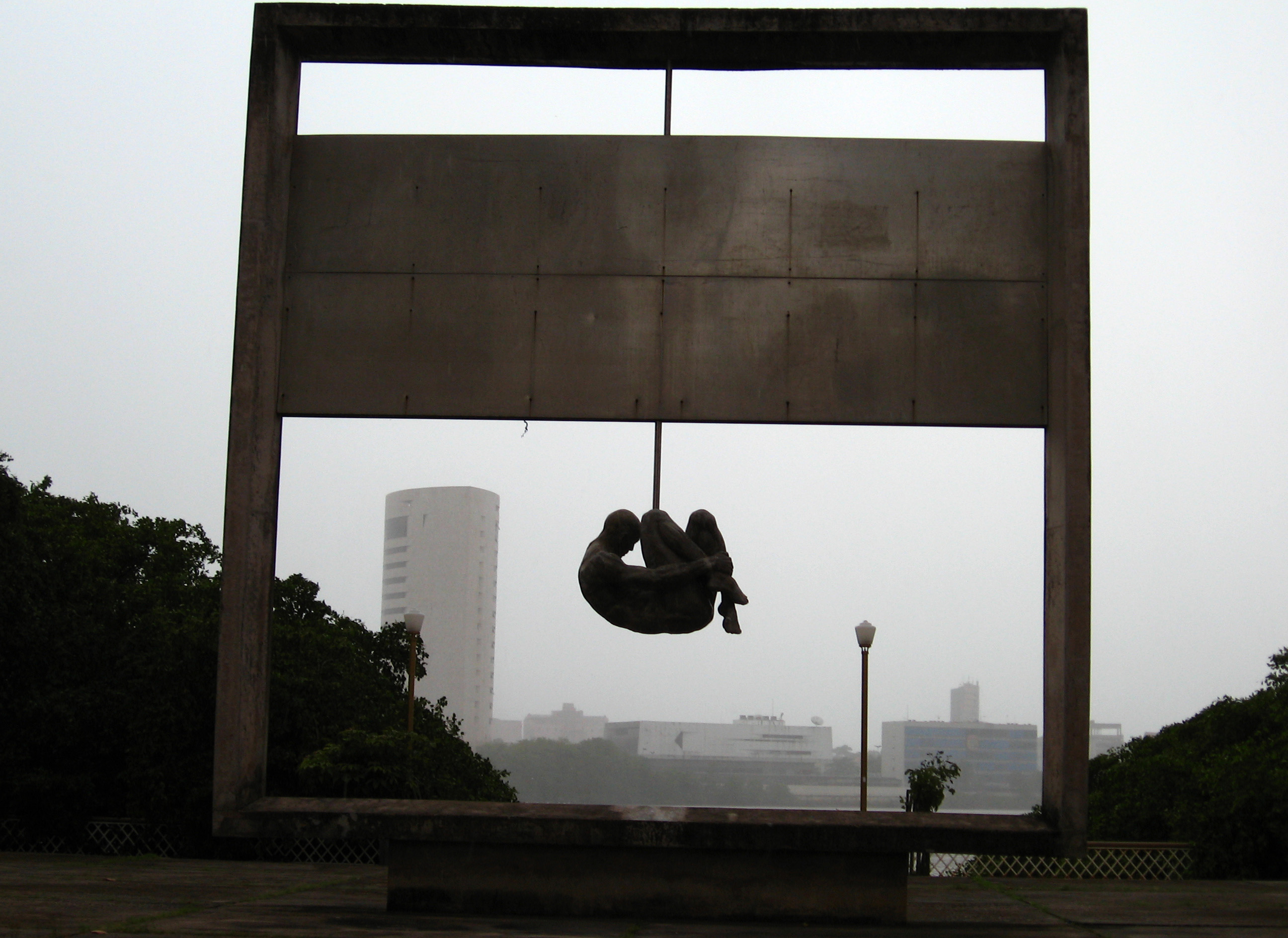
Monumento Tortura Nunca Mais, em Recife.

Existe a ideia de transformar esse emblemático local em centro de memória, à semelhança da Escola de Mecânica da Armada (ESMA) (da Marinha de Guerra), onde funcionavam as câmaras de tortura da ditadura militar argentina.

## Recife
Em Recife, então a terceira maior metrópole do país, o DOI-CODI estava localizado ao lado do antigo quartel do 4º Exército. No local, assim como ocorreu nos Destacamento de Operações de Informações em São Paulo e no Rio de Janeiro, foram presos, torturados e muitas vezes assassinados os militantes da luta armada contra o Regime Militar no Brasil.

## Porto Alegre
Em Porto Alegre, a sede do DOI-CODI era localizada à Rua Luiz Afonso, 55, no bairro Cidade Baixa.